# حسن زراعتگر
حسن زراعتگر (زاده ۵ بهمن ۱۳۶۹ در برازجان) بازیکن حرفه‌ای رشتهٔ بیلیارد اهل ایران است و سابقه پوشیدن لباس تیم ملی در چندین دورهٔ متوالی را دارد.  وی سابقه شرکت در مسابقات جهانی ناین بال ۲۰۱۰ و ۲۰۱۷ قطر را دارد.   در مسابقات جهانی ۲۰۱۰ قطر، با ۲۲ سال سن، لقب کم سن ترین ورزشکار این رقابت‌ها را گرفت و رقابت تنگاتنگی با بهترین بیلیارد بازان جهان داشت.   او سابقهٔ یک دهه حضور در ۶ نفر اول رنکینگ کشوری پاکت بیلیارد ایران را داشته‌است. 

## افتخارات
- قهرمان رقابت‌های آزاد ناین بال کشور [۶]
- قهرمان نخستین دورهٔ لیگ برتر بیلیارد ایران [۷]
- نایب قهرمان نخستین جشنواره بیلیارد قهرمانی کشور [۸]
- نایب قهرمان نوزدهمین رنکینگ کشوری ایت بال [۹]
- مقام سوم دهمین رنکینگ کشوری پاکت بیلیارد ایران [۱۰]
- مقام سوم بیست و دومین رنکینگ کشوری ایت بال ایران [۱۱]
- مقام چهارم بيست و هفتمين رنكينگ كشوری تن بال [۱۲]
- حضور در انتخابی مسابقات داخل سالن آسیا (ترکمنستان ۲۰۱۷) [۱۳]
- حضور در انتخابی مسابقات ناین بال قهرمانی آسیا (تایوان) [۱۴]